# Арандон
Арандон (фр. Arandon) насеље је и општина у источној Француској у региону Рона-Алпи, у департману Изер која припада префектури Ла Тур ди Пен.
По подацима из 2011. године у општини је живело 575 становника, а густина насељености је износила 47,05 становника/km². Општина се простире на површини од 12,22 km². Налази се на средњој надморској висини од 232 метара (максималној 292 m, а минималној 212 m).

## Демографија
| 1962. | 1968. | 1975. | 1982. | 1990. | 1999. | 2011. |
| ----- | ----- | ----- | ----- | ----- | ----- | ----- |
| 354   | 388   | 426   | 391   | 398   | 405   | 575   |

График промене броја становника у току последњих година